# 米凯拉·夸特罗乔凯
米凯拉·夸特罗乔凯（Michela Quattrociocche，1988年12月3日—）是一位意大利电影女演员。

## 演艺生涯
夸特罗乔凯首次参演的是2008年费德里科·莫奇亚导演的喜剧电影《熟男我愛你》。剧中她扮演尼基，一个高中最后一年的自由精神的不到20岁的女生，与一个37岁的男人恋爱。她的母亲将她的照片送去，她获得了这个角色。她在参加高中毕业考试时试镜这个角色。 继《熟男我愛你》获得成功之后，夸特罗乔凯又出现在莫奇亚执导的其他电影中。

## 个人生活
2012年7月4日，米凯拉·夸特罗乔凯与足球运动员阿尔贝托·阿奎拉尼结婚 两人育有2个女儿：奥罗拉（生于2011年4月18日） 和迪亚曼特（生于2014年11月3日）。2020年5月11日，两人宣布分居。

## 电影
| 年份 | 电影                       | 角色     | 备注                           |
| ---- | -------------------------- | -------- | ------------------------------ |
| 2008 | 《熟男我愛你》             | 尼奇     | 费德里科·莫奇亚导演            |
| 2009 | 《比佛利山庄的纳塔莱》     | 苏珊娜   | Neri Parenti执导               |
| 2010 | Scusa ma ti voglio sposare | 尼奇     | 费德里科·莫奇亚导演            |
| 2010 | Una canzone per te         | 西尔维娅 | 由赫伯特·西蒙娜·帕拉尼亚尼执导 |